# Безымянные герои (фильм, 1971)
«Безымя́нные геро́и» (кит. трад. 無名英雄, палл. У мин ин сюн) — гонконгский комедийный боевик производства студии братьев Шао.

## Сюжет
Сразу после Китайской революции, во время, когда Китай страдал от беспредела военачальников, генерал Цзинь занял столицу одной из провинций. Партия оружия в виде трёх тысяч винтовок для генеральской третьей дивизии прибыла прибыла на его территорию, но информация об этом просочилась, и Национально-революционная армия с юга отправляет одного из наиболее способного офицера, Вань Тая, совершить налёт на арсенал Цзиня. Прибыв в провинциальную столицу, Вань Тай знакомится с бродягой Мэн Ганом и любящим подраться авантюристом Те Ху, чтобы те помогли ему украсть оружие Цзиня. На руку Таю и связь с Хун Иньфэн, девушкой Гана и дочерью одного из командиров генерала Цзиня. Ей удаётся раздобыть грузовик для перевозки украденных винтовок к железной дороге.

## В ролях
Главные:
- Дэвид Цзян — Мэн Ган
- Ти Лун — Те Ху
- Цзин Ли[кит.] — Хун Иньфэн

Второстепенные:
- Ку Фэн — Вань Тай
- Цзин Мяо — генерал-губернатор Цзинь
- Ян Чжицин — начальник Ван
- Вон Чун[кит.] — командир батальона Чэн
- Чэнь Син — главный бандит
- Тан Ди — начальник гарнизона Лю
- Ли Юньчжун — начальник штаба
- Чжэн Лэй — революционер Чэнь Шэн

## Отзывы
По мнению кинокритика Бориса Хохлова у фильма два больших плюса — это «обаятельные и интересные персонажи» и «боевые сцены, поставленные и исполненные на самом высшем уровне для начала 70-х». Уилл Коуф с ресурса Silver Emulsion Film Reviews назвал фильм «гибридом самых разных жанров», «уникальным» и заслуживающего потратить на него своё время. Эндрю Сароч сделал о фильме следующее заключение: 
«Безымянные герои» — это своего рода захватывающая утеха, у которой есть заразительное чувство наслаждения, льющегося с экрана.